# Seriolella caerulea
El cojinoba del sur (Seriolella caerulea), en algunos lugares llamado pampanito o savorín, es una especie de pez actinopeterigio marino, de la familia de los centrolófidos. Es una especie muy pescada y comercializada, habitual en los mercados.

## Morfología
La longitud máxima descrita fue de 65 cm, aunque parece ser que la máxima común es de unos 40 cm. En la aleta dorsal tienen de 6 a 7 espinas y 32 a 35 radios blandos, mientras que en la aleta anal tienen dos espinas y de 22 a 25 radios blandos.

## Distribución y hábitat
Se distribuye por todo el sur del océano Pacífico, tanto al oeste en Australia y Nueva Zelanda como al este en las costa de Chile, incluyendo el archipiélago Juan Fernández; también se distribuyen por el suroeste del océano Atlántico en Argentina. Son peces marinos de agua templada, de hábitat pelágico-nerítico que viven en un rango de profundidad entre 1 m y los 800 m, aunque prefiere vivir en los primeros 200 metros. Los adultos son demersales en la plataforma continental y talud continental superior, mientras que los juveniles habitan las aguas superficiales, comúnmente con medusas.